# Battaglia di Castillon
La battaglia di Castillon ebbe luogo il 17 luglio 1453, durante i regni di Enrico VI d'Inghilterra e Carlo VII di Francia. L'esercito inglese guidato da John Talbot, che aveva rioccupato l'Aquitania, venne gravemente sconfitto da un esercito francese guidato da Jean Bureau. Fu uno scontro decisivo, che pose praticamente fine alla guerra dei cent'anni.

## Introduzione
La dominazione plantageneta in Aquitania, durata ben tre secoli, aveva permesso il fiorire dei commerci. Il dominio inglese si era rivelato tutt'altro che oppressivo, infatti i sovrani inglesi avevano accordato ampie autonomie e agevolazioni ai centri locali.
In seguito alla riconquista della Normandia (campagna del 1450), i francesi volsero i loro sforzi verso l'unica regione rimasta in mano agli inglesi. La Guienna era stata quasi tutta riconquistata dai francesi, ma le pretese di Carlo VII fecero rimpiangere la dominazione inglese. I cittadini di Bordeaux non tardarono a inviare a Enrico VI messaggeri per dichiararsi suoi sudditi e chiedergli di riprendere il controllo della regione.
Il conte John Talbot, militare di lunga carriera e grande fama, tanto da venir nominato da Enrico "Connestabile di Francia" nel 1445, sbarcò con una forza di circa 5 000 uomini il 17 ottobre 1452 nei pressi di Bordeaux. Malgrado avesse ai tempi superato la sessantina, si mosse con decisione e già il 23 ottobre, grazie all'aiuto della cittadinanza, riconquistò la città. Entro la fine dell'anno gli inglesi recuperarono il controllo dell'intera Guascogna occidentale e si rinforzarono con milizie locali. La situazione inglese rimaneva però fondamentalmente precaria, poiché l'isola si trovava sull'orlo della guerra civile e le risorse per la campagna erano perciò limitate. Le milizie inglesi erano scarsamente disciplinate e addestrate, abituate a combattere con metodi tradizionali e senza l'uso di artiglieria oramai in auge tra i francesi.
Carlo VII si era atteso una qualche iniziativa inglese, ma era rimasto spiazzato in quanto pensava sarebbe arrivata in Normandia e aveva ammassato lì le truppe. La reazione fu perciò lenta, ma durante l'inverno egli preparò le sue forze per contrattaccare la primavera successiva, quando l'esercito francese si mosse contro Bordeaux suddiviso in tre colonne.
Una di queste avanzò dentro la valle della Dordogna, catturò Gensac l'8 luglio 1453 e si avvicinò a Castillon, centro abitato fortificato, senza assediarlo. Tale comportamento rompeva con la strategia offensiva che aveva permesso in passato di espugnare parecchie piazzeforti. L'obiettivo francese non era più quello di riconquistare Castillon e la Guienna città per città, bensì di distruggere l'esercito di Talbot e di decidere così le sorti dell'Aquitania in unico scontro. I fratelli Bureau conoscevano Castillon e i suoi dintorni per aver preso d'assalto il posto nel 1451 con l'esercito di Penthièvre.

## Preliminari della battaglia
L'esercito franco-bretone si stabilì a 1,8 km a est, nella valle, sulla riva destra della Dordogna. Questi comprendeva circa 10 000 uomini, 1 800 lancieri, degli arcieri franchi, un'artiglieria di 300 pezzi servita da 700 addetti, al quale bisognava aggiungere un'armata bretone di 1 000 uomini, di cui 240 lancieri. L'area scelta offriva degli indubbi vantaggi. A nord si addossava alla Lidoire, un piccolo fiume dalle rive scoscese, il cui livello poteva essere elevato grazie a uno sbarramento. A ovest, a sud e a est, si snodava un fossato lungo 1,6 km, largo 5–6 m, e profondo circa 4 m, sufficiente a scoraggiare gli assalitori. Realizzato in tre giorni, presentava della sinuosità e delle frastagliature che permettevano il fuoco incrociato. Protetto da una scarpata, rinforzato da tronchi d'albero, cagionò dei preoccupanti problemi alla cavalleria inglese. Così realizzato, il campo si estendeva da nord a sud per 200–300 m e per 600 m da ovest a est. Davanti a questi giaceva per 500–600 m la piana della Dordogna, fiume che poteva essere superato in un solo guado: il passo di Rauzan.
Se il nemico giungeva da nord, avrebbe incontrato la Lidoire, un ostacolo difficile da oltrepassare, posto negli immediati dintorni del campo. Se proveniva da ovest, non avrebbe potuto schierarsi interamente davanti l'angusto fronte del luogo (200 m); da sud, il campo di battaglia fino al fiume Dordogna si sarebbe trovato sotto il fuoco dell'artiglieria.
Il dispositivo dei franco-bretoni fu completato con due operazioni:
1. 700 uomini occuparono il priorato di Saint-Florent, a nordovest del campo,
2. la cavalleria bretone fu posta in riserva a Horable, 1,5 km a nord.

## La battaglia
Avvertito dagli abitanti di Castillon dell'arrivo dei francesi, John Talbot, fermo a Bordeaux, esitò, poi decise di attaccare. Pernottò a Libourne e il mattino del 17 luglio si occultò nel bosco che dominava il priorato. Come gli avevano consigliato i cittadini di Castillon, il militare inglese piombò sulla debole guarnigione di Saint-Florent e la mise in crisi. Quest'ultima quindi fuggì, prodigandosi di raggiungere il campo, ma la ritirata era difficile lungo il versante sopra il fiume. Dopo dei sanguinosi corpo a corpo, i fuggitivi superarono il piccolo corso d'acqua grazie a un guado o a un ponte provvisorio e si ritrovarono all'interno del campo. Forse sorpresi dalle difficoltà incontrate, gli inglesi rifluirono sul priorato, dove vollero ristorarsi e dissetarsi spillando da qualche botte abbandonata dal nemico.
Talbot si apprestava ad ascoltare la messa, allorché gli riferirono che i francesi erano fuggiti abbandonando il campo trincerato. Delle nubi di polvere difatti si alzavano a est, nella valle al di sopra delle posizioni tenute dai francesi. Sarà più tardi che si renderà conto che si trattava di paggi e salmerie inutili al combattimento. Ingannato dalle apparenze, Talbot non esitò oltre e si precipitò con le truppe di cui disponeva per mettere in rotta il nemico.
I racconti dell'epoca sottolineano la calma dei francesi. Avanzando fino alla controscarpa del fossato, gli inglesi tentarono di piantare lo stendardo del loro comandante all'entrata del campo francese. Ci fu una mischia confusa e lo stendardo finì nel fossato. L'artiglieria francese, comandata dai fratelli Gaspare e Giovanni Bureau (quest'ultimo fu Gran Maestro dell'artiglieria di Carlo VII), ebbe il tempo di prepararsi: 300 pezzi alla volta spararono a mitraglia. Ci fu una spaventosa carneficina. Gli assalitori furono schiacciati l'uno contro l'altro, senza poter scappare o nascondersi. Coraggiosamente i sopravvissuti si raggrupparono, ma delle nuove scariche vi gettarono lo scompiglio. I francesi allora aprirono gli sbarramenti e si gettarono sugli inglesi. Dalla mischia che ne scaturì, John Talbot, il cui cavallo era stato abbattuto da una palla di cannone, cadde al suolo e fu ucciso da un arciere. Al rumore delle cannonate, i bretoni in riserva a Horable, caricarono con la cavalleria e accelerarono la rotta degli inglesi.
I superstiti fuggirono, alcuni raggiungendo la Dordogna (ma molti annegarono), altri rifluendo verso ovest (taluni in direzione di Saint-Émilion), altri infine si rifugiarono a Castillon. Tale riparo aveva i giorni contati: in effetti il 18 luglio i francesi piazzarono qualche pezzo d'artiglieria sotto le mura, ottenendo la capitolazione della città. Al castello di Pressac (Saint-Étienne-de-Lisse) fu firmata la resa degli inglesi.
La salma di Talbot fu riconosciuta dal suo araldo e deposta a Notre-Dame de Colle, sul campo di battaglia; in seguito fu trasportata in Inghilterra e sepolta a Witchurch. Con la scomparsa del comandante inglese, tutte le piazzeforti tenute dagli inglesi si arresero e Bordeaux capitolò senza spargimenti di sangue.

## Conseguenze
Questa battaglia suggellò la ritirata inglese e permise il consolidamento dell'autorità del sovrano francese. Per l'Aquitania le conseguenze non furono positive: niente più statuti liberali, tanto meno libertà di imposizione tributaria. Gli abitanti di Castillon persero i loro privilegi anche se poi furono ricostituiti progressivamente. Nel 1474 Giovanni di Foix-Candale accordò loro uno statuto in cui le predette disposizioni furono confermate nonché poi ampliate da Gastone II nel 1487. D'altra parte la disfatta inglese sconvolse l'economia regionale talché le vendite di vino all'Inghilterra, senza cessare del tutto, si ridussero sensibilmente. L'esilio, volontario o imposto, diradò la classe dei maggiorenti. Ciononostante, qualche anno dopo, coloro che avevano scelto la via dell'esilio furono nuovamente riammessi e qualcuno riacquisì persino le stesse terre da lui abbandonate.
Dal punto di vista militare, la vittoria francese, frutto di una nuova strategia, valorizzò il ruolo importante e formidabile dell'artiglieria, l'azione di percussione della cavalleria allorquando fosse utilizzata al momento opportuno. Tutta una concezione medioevale della guerra crollò e mostrò i suoi limiti davanti alle nuove armi.